# Triturus carnifex
Il tritone crestato italiano (Triturus carnifex Laurenti, 1768) è un anfibio caudato appartenente alla famiglia dei Salamandridi.

## Descrizione
Questa specie, come molti altri anfibi, presenta caratteristiche morfologiche variabili in relazione alla fase del ciclo vitale. È possibile infatti distinguere una fase terrestre, trascorsa dagli animali a terra in luoghi idonei (sottobosco, aree umide in prossimità di stagni e paludi, ecc.) e una fase acquatica, trascorsa interamente in acqua (stagni privi di pesci, canali, piccoli laghetti, ecc.). La durata dell'una o dell'altra fase varia in relazione al clima e alla località di distribuzione, ed è possibile rinvenire anche popolazioni acquatiche per tutto l'anno.
Si distinguono pertanto una livrea terrestre e una acquatica, molto differenti tra loro. In fase terrestre la testa e il tronco si presentano generalmente di colore grigio, olivastro-giallastro oppure marrone scuro, con grandi macchie nere tondeggianti distribuite in modo irregolare. Come la maggior parte dei tritoni, durante la fase terrestre i colori dorsali sono generalmente più scuri che in fase acquatica. Gli individui sessualmente immaturi e le femmine adulte mostrano frequentemente una striscia longitudinale di colore giallo, che si allunga dalla nuca fino alla punta della coda. Il ventre è arancione con grandi macchie nere irregolari, mentre la gola appare scura con piccoli puntini bianchi. I maschi adulti presentano anche una fascia biancastra su entrambi i lati della coda, più evidente durante il periodo che precede la stagione riproduttiva.
In fase acquatica, coincidente col periodo riproduttivo, i colori si fanno più chiari e le macchie dorsali più contrastate; i maschi esibiscono una cresta dorsale dentellata, avente funzione ornamentale nel corteggiamento; è presente anche una cresta caudale, separata da quella dorsale mediante una profonda incisione. La striatura bianca ai lati della coda si presenta molto più brillante. La femmina è priva di cresta dorsale anche in riproduzione e presenta soltanto una cresta caudale di ridotta estensione.
La lunghezza totale è di 10-15 cm nei maschi e di 12-18 cm nelle femmine. Queste dimensioni ne fanno la specie di tritone più grande per l'Italia.

## Biologia
Il Tritone crestato italiano è una specie strettamente affine al tritone crestato (Triturus cristatus), con il quale può ibridarsi nelle zone di sovrapposizione tra i rispettivi areali. In Italia la stagione riproduttiva comincia già alla fine dell'inverno ed è possibile trovare adulti acquatici in fase riproduttiva già in dicembre. Essendo il ciclo riproduttivo influenzato da fattori ambientali esterni, come l'umidità relativa, la piovosità e la temperatura, è possibile apprezzare variazioni nella fenologia riproduttiva a livello locale, e anche di anno in anno nella stessa località. Gli accoppiamenti avvengono in genere da dicembre a giugno. Durante il corteggiamento, che si svolge in acqua,i maschi inarcano il dorso assumendo una posizione tipica davanti alle femmine; contemporaneamente, ripiegano la coda verso il muso della femmina, facendola oscillare ritmicamente a intervalli regolari (tail fanning). Questo comportamento ha lo scopo di mostrare la cresta e la banda bianca alla partner, e di veicolare verso il muso della femmina, con lo sventolio della coda, feromoni sessuali emessi da ghiandole localizzate nella cloaca (ghiandole paradisiache). Se la femmina si mostra ricettiva nei confronti del maschio, questi depone una piccola spermatofora sul fondo del corpo idrico contenente gli spermatozoi, che la femmina inserisce nel proprio corpo tramite la cloaca (fecondazione interna). La deposizione delle uova e lo sviluppo larvale avvengono nelle stesse modalità del tritone crestato.
Gli adulti scelgono con cura i siti idonei per la riproduzione, evitando ambienti con condizioni ambientali inadatte allo sviluppo larvale e quelli popolati da predatori come i pesci.
Nelle regioni più meridionali dell'areale di distribuzione, gli animali compiono un periodo di letargo estivo (più correttamente estivazione) per tornare nuovamente attivi in autunno. L'estivazione ha lo scopo di limitare il rischio di disidratazione evitando qualunque attività (spostamento, caccia, ecc.) durante i periodi più caldi e secchi dell'anno, corrispondenti ai mesi estivi nel clima mediterraneo. Gli animali trascorrono questo periodo nascosti sotto tronchi, pietre, cumuli di foglie, oppure sfruttano tane abbandonate da altri animali.
Il Tritone crestato italiano è un animale esclusivamente carnivoro in tutte le fasi del suo ciclo vitale. Durante la fase larvale, trascorsa in acqua (larve natanti con filamenti branchiali esterni), gli animali si nutrono di zooplancton di acqua dolce (dafnie, copepodi, ecc.) e di altri invertebrati di piccola taglia come anellidi e larve di insetto. I giovani e gli adulti in fase terrestre si nutrono principalmente di invertebrati cacciati a terra durante la stagione favorevole, mentre gli adulti in fase acquatica sono importanti predatori di invertebrati dulciacquicoli all'interno delle zone umide.

## Distribuzione ed habitat
Il tritone crestato italiano è presente su quasi tutto il territorio italiano (assente in Sardegna, Sicilia e Calabria del sud), nel sud della Svizzera fino alle Alpi nord-orientali e poi dall'Austria (fino a Vienna) al nord-ovest dei Balcani (Slovenia, Croazia nord-occidentale). La specie è stata introdotta dall'uomo anche al di fuori del suo areale originario: in Inghilterra, nei dintorni di Ginevra e sull'isola di São Miguel, nelle Azzorre. Vive dal livello del mare fino a 1800 m di altitudine. Durante la stagione riproduttiva si può trovare in acque stagnanti di qualsiasi tipo o in corsi d'acqua a flusso lento, solitamente con fitta vegetazione; in estate vive sulla terraferma, in foreste rade di latifoglie miste o su prati.